# Bona Dea
Bona Dea, „Dobra boginja“, zaštitnica zemlje, vegetacije i plodnosti. Smatrana je ponekad za ćerku, a češće za suprugu Fauna (Faunus), božanskog zaštitnika zemljoradnika, pastira i njihovih stada.
Kult ove devičanske boginje slavile su isključivo žene, pogotovo iz viših slojeva društva.

## Mitologija
Posvećena joj je javna svetkovina koja je održavana na dan osvećenja njenog hrama, na majske Kalende (1. maj), zbog čega se ponekad poistovećuje i sa boginjom po kojoj je taj mesec dobio ime (Maia). Tada su rimske matrone dolazile do Foruma, gde su formirale dugu povorku i predvođene vestalkama, upućivale se ka boginjinom drevnom svetilištu na Aventinu. Ono se nalazilo ispod čuvene stene (saxum) sa koje je Rem navodno osmatrao let ptica kada je trebalo otkriti znamenja o tome vladati Rimom, pa je boginja nosila i atribut Subsaxana („Boginja pod stenom“). Rimljani su Bonu Deu slavili i kao boginju zdravlja, izjednačavajući je ponekad sa Higijom, a u njenom hramu na Aventinu nalazila se apoteka i čuvane svete zmije. Oboleli su mogli boraviti u vrtovima pored hrama gde su gajene lekovite trave.
Međutim, njen kult se nije slavio na tom mestu, već joj je bio posvećen poseban tajni obred, održavan 4. decembra u kućama bogatih rimskih matrona. One su tom prilikom morale isterati muškarce iz kuća i zabraniti im da se vraćaju do sledećeg dana, uz upozorenje da tokom praznika ne smeju uopšte pominjati niti čuti boginjino ime. U kućama se nije smela zateći slika ili statua muškarca, kao ni predstava mužjaka neke životinje. Žene su potom kitile unutrašnjost kuće vinovom lozom i bile svečano obučene, s vencima od cveća na glavama. Zajedno sa vestalkama su prinosile na dar različite vrste cveća (izuzev mirte), zatim vino (koje su zbog tabua nazivale „mleko“) i na kraju su joj žrtvovale mladu krmaču. Upotreba reči „mirta“ i „vino“ bila je zabranjena jer se verovalo da je Faun na smrt išibao svoju ženu štapom od mirte kada se jednom slučajno napila i da joj je tek potom zbog griže savesti dodelio božanske atribute. Posle prinošenja žrtvi, matrone su se obraćale boginji svečanom molitvom za sreću države, za plodnost njiva i žena. Smatralo se da će se ovim ritualnim postupcima obezbediti berićetnost i opšta dobrobit za rimski narod (pro salute populi Romani). Uveče je bio običaj da žena visokog rimskog dostojanstvenika, obično konzula, pozove u svoju kuću ostale rimske matrone i da bez prisustva muškaraca nastave sa slavljem, ali sada uz razuzdanu muziku, igru i opijanje. Ovi orgijastički elementi nisu umanjivali ugled same boginje, jer je njen miran život pun vrlina predstavljao uzor svakoj rimskoj matroni tokom ostalih dana u godini. Otuda i njen nadimak „dobra boginja“, dok njeno pravo ime nije precizirano u izvorima. Pošto je oličavala ženski princip svega onoga što je kao muško božanstvo simbolisao Faun, nazivana je i Fauna.
Kada je Ciceron bio konzul (63. p.n.e), glavna proslava posvećena „dobroj boginji“ bila je organizovana u njegovoj kući. Tog dana je on održao treći po redu govor protiv Katiline, u kome je narod obavestio o hvatanju zaverenika, ali pošto je njegova kuća bila zauzeta rimskim matronama, bio je primoran da noć provede kod svojih prijatelja. Sa njima se upravo savetovao o daljoj sudbini zatvorenika, kada mu je od žene Terencije stigla hitna poruka da je tokom prinošenja žrtve opaženo neobično znamenje. Naime, vatra na kućnom žrtveniku iznenada je bljesnula svetlim plamenom od koga su se okupljene žene prvo preplašile, ali su vestalke, koje su rukovodile samim obredom, odmah protumačile ovaj događaj kao dobar znak, i nagovorile Terenciju da o tome odmah obavesti svog muža. Međutim, kažnjavanje smrću Katilininih saučesnika privuklo je na njega opštu mržnju i omogućilo njegovim neprijateljima (među ostalima i Cezaru) da se izdejstvuje izglasavanje zakona kojim je on ubrzo bio prognan iz Rima.
Sledeće godine (62. p.n.e) za ovu svečanost je odabrana kuća Julija Cezara, koji je tada bio pretor, ali je istovremeno izabran za rimskog prvosveštenika (pontifex maximus), čime je stekao pravo da se nastani u „kraljevskom domu“ (domus publica) na Forumu. Zbog toga su njegova žena Pompeja i majka Aurelija mogle u tom objektu da zakažu okupljanje rimskih matrona. Međutim, razuzdani mladi aristokrata Klodije Pulher je tom prilikom prekršio drevnu zabranu, i prerušen u odeću sviračice harfe, uvukao se u kuću, gde je sasvim slučajno bio otkriven i isteran napolje. Pošto je svetkovina bila osknavljena, sve ritualne radnje su morale biti ponovljene, ali je ipak veliki skandal izbio u javnost. Kad je Klodiju zbog toga bilo suđeno, i Ciceron je svojim svedočenjem pobio njegovu odbranu (kojom je Cezarovu ženu Pompeju trebalo optužiti za pokušaj preljube), Klodije je podmićivanjem uspeo da izbegne kaznu. Cezar je ipak odlučio da se razvede od svoje žene, ne zato što je verovao da je ona kriva za sramotu koja je naneta njegovoj kući, već zato što je smatrao da „Cezarova žena mora biti izvan svake sumnje“. Kada je kasnije Klodije poginuo u blizini boginjinog hrama, nedaleko od gradića Bovile, vereovalo se da je to bila osveta uvređene boginje. Pomenuti događaji su doveli do opadanja ugleda ove svetkovine i do gledanja na nju kao „devojačko pijančenje“, kako ju je Juvenal nazvao u svojim satirama.

## Literatura
- Bujuklić, Žika; (2010). Forum Romanum - Rimska država, pravo, religija i mitovi, Beograd.